# Електроакустична музика
Електроакусти́чна му́зика (англ. Electroacoustic music) — вид електронної музики, що створюється шляхом маніпуляцій з попередньо записаними або генерованими звуками. Зазвичай зберігається на електронних носіях інформації та відтворюється за допомогою гучномовців, без безпосередньої участі людини-виконавця. Поняття «електроакустична музика» традиційно асоціюється з тими академічними формами «технічної музики», які мають виражену експериментальну специфіку та альтернативну спрямованість.
У середовищі музикантів, поле професійної діяльності яких містить у собі різні жанри та форми електронної музики, електроакустичну музику зарахо́вують до одного з напрямів академічної електронної музики.

## Специфіка
Електроакустична музика виділяється всередині XX століття як природне продовження конкретної музики в загальному контексті посилення ролі і значення сонорики, алеаторики, стохастики, серіальної техніки (включаючи додекафонію), серіалізму  (структуралізму), пуантилізму і т. д.
Важливе значення в електроакустичній музиці має робота над звуковим матеріалом: над створенням за допомогою різних електронних пристроїв і сучасних комп'ютерних технологій нових, «штучних» музичних звуків, сонорних комплексів, складних звукових текстур і т.д.. До того ж «музичними» в електроакустичній музиці можуть вважатися звуки будь-якої природи і будь-якого походження.

## Еволюціонування
У середині 70-х років XX століття до електроакустичної музики, поряд з конкретною, долучилася також і «комп'ютерна музика» (англ. Computer music).
Певною мірою до естетичної концепції, що характеризується терміном «електроакустика», наблизилися також і деякі експериментальні та альтернативні напрями «молодіжної» музики («індастріал», «саундскейп» і т. ін.), які розвивалися в контексті різних авангардних рухів (футуризм, дадаїзм та сюрреалізм) і спиралися передусім на роботу з шумами і тембрами.

## Різновиди
Значною мірою (з деякими застереженнями) синонімом терміна «електроакустична музика» є широко поширений в академічних колах термін «акусматична музика» — музика, джерело звуку якої приховане для слухача.  Серед музикантів існують деякі розбіжності, пов'язані з тим, чи відносити даний термін до стилю музичної композиції, чи до виду сприйняття музики.
Різновидом електроакустичної музики, що отримав найбільше поширення в США, є «магнітофонна музика» або «музика для плівки» (англ. tape music).

## Представники
До найвідоміших композиторів, які працювали в ца́рині електроакустичної музики, з тим або іншим ступенем творчої причетності до неї, належать: Едгар Варез, Лучано Беріо, Джон Кейдж, Карлгайнц Штокгаузен, Яніс Ксенакіс, Бруно Мадерна, Луїджі Ноно, Дьордь Лігеті, Макс Метьюс, Мілтон Бебіт, Анрі Пуссер, Дітер Кауфман, П'єр Булез, Едісон Денисов, Едуард Артем'єв, Алла Загайкевич, Святослав Луньов, Данило Перцов та інші.

## Організації
- Сайт IRCAM. Institut de Recherche et Coordination Acoustique/Musique [Архівовано 2 серпня 2012 у Archive.is]
- Сайт SEAMUS Society for Electro-Acoustic Music in the United States [Архівовано 11 травня 2012 у Wayback Machine.]
- Сайт проекту Sound and Music [Архівовано 3 травня 2012 у Wayback Machine.]
- Сайт Російської асоціації електроакустичної музики [Архівовано 31 травня 2013 у Wayback Machine.]
- Сайт Термен-Центру при Московській консерваторії ім. П. І. Чайковського [Архівовано 14 квітня 2012 у Wayback Machine.]

## Фестивалі
Великі міжнародні фестивалі електроакустичної музики: 
- Ars Electronica [Архівовано 15 серпня 2011 у Wayback Machine.] — Festival Ars Electronica (Linz, Austria)
- Electroacoustic[недоступне посилання з квітня 2019] — International Electroacoustic Music Festival (Bourges, France)
- FUTURA [Архівовано 16 березня 2022 у Wayback Machine.] — Festival international d'art acousmatique et des arts de support (Crest, France)
- Inventionen [Архівовано 14 березня 2012 у Wayback Machine.] Das Festival für aktuelle Musik im Sommer (Berlin, Germany)
- SICMF — International Computer Music Festival (Seoul, South Korea)